# Serques
Serques és un municipi francès situat al departament del Pas de Calais i a la regió dels Alts de França. L'any 2007 tenia 1.104 habitants.

## Demografia

### Població
El 2007 la població de fet de Serques era de 1.104 persones. Hi havia 406 famílies de les quals 88 eren unipersonals (36 homes vivint sols i 52 dones vivint soles), 119 parelles sense fills, 179 parelles amb fills i 20 famílies monoparentals amb fills.
La població ha evolucionat segons el següent gràfic:
Habitants censats

### Habitatges
El 2007 hi havia 534 habitatges, 416 eren l'habitatge principal de la família, 104 eren segones residències i 14 estaven desocupats. Tots els 520 habitatges eren cases. Dels 416 habitatges principals, 355 estaven ocupats pels seus propietaris, 53 estaven llogats i ocupats pels llogaters i 8 estaven cedits a títol gratuït; 2 tenien una cambra, 15 en tenien dues, 45 en tenien tres, 90 en tenien quatre i 264 en tenien cinc o més. 361 habitatges disposaven pel capbaix d'una plaça de pàrquing. A 153 habitatges hi havia un automòbil i a 223 n'hi havia dos o més.

### Piràmide de població
La piràmide de població per edats i sexe el 2009 era:
| Homes | Edats   | Dones |
| ----- | ------- | ----- |
| 0     | 95 o +  | 0     |
| 0     | 90 a 94 | 0     |
| 0     | 85 a 89 | 8     |
| 4     | 80 a 84 | 4     |
| 28    | 75 a 79 | 16    |
| 16    | 70 a 74 | 28    |
| 4     | 65 a 69 | 40    |
| 16    | 60 a 64 | 8     |
| 24    | 55 a 59 | 16    |
| 48    | 50 a 54 | 28    |
| 36    | 45 a 49 | 44    |
| 40    | 40 a 44 | 40    |
| 32    | 35 a 39 | 32    |
| 44    | 30 a 34 | 32    |
| 56    | 25 a 29 | 52    |
| 36    | 20 a 24 | 12    |
| 60    | 15 a 19 | 32    |
| 28    | 10 a 14 | 52    |
| 32    | 5 a 9   | 28    |
| 44    | 0 a 4   | 20    |

## Economia
El 2007 la població en edat de treballar era de 729 persones, 503 eren actives i 226 eren inactives. De les 503 persones actives 468 estaven ocupades (276 homes i 192 dones) i 35 estaven aturades (17 homes i 18 dones). De les 226 persones inactives 83 estaven jubilades, 62 estaven estudiant i 81 estaven classificades com a «altres inactius».

### Ingressos
El 2009 a Serques hi havia 421 unitats fiscals que integraven 1.167,5 persones, la mediana anual d'ingressos fiscals per persona era de 17.344 €.

### Activitats econòmiques
Dels 20 establiments que hi havia el 2007, 1 era d'una empresa alimentària, 4 d'empreses de construcció, 3 d'empreses de comerç i reparació d'automòbils, 1 d'una empresa de transport, 6 d'empreses d'hostatgeria i restauració, 2 d'empreses de serveis i 3 d'empreses classificades com a «altres activitats de serveis».
Dels 5 establiments de servei als particulars que hi havia el 2009, 1 era un paleta, 3 guixaires pintors i 1 lampisteria.
Dels 2 establiments comercials que hi havia el 2009, 1 era una botiga de més de 120 m² i 1 una fleca.
L'any 2000 a Serques hi havia 27 explotacions agrícoles que ocupaven un total de 705 hectàrees.

## Equipaments sanitaris i escolars
El 2009 hi havia una escola elemental.

## Poblacions més properes
El següent diagrama mostra les poblacions més properes.